# Plecha homeomeryczna

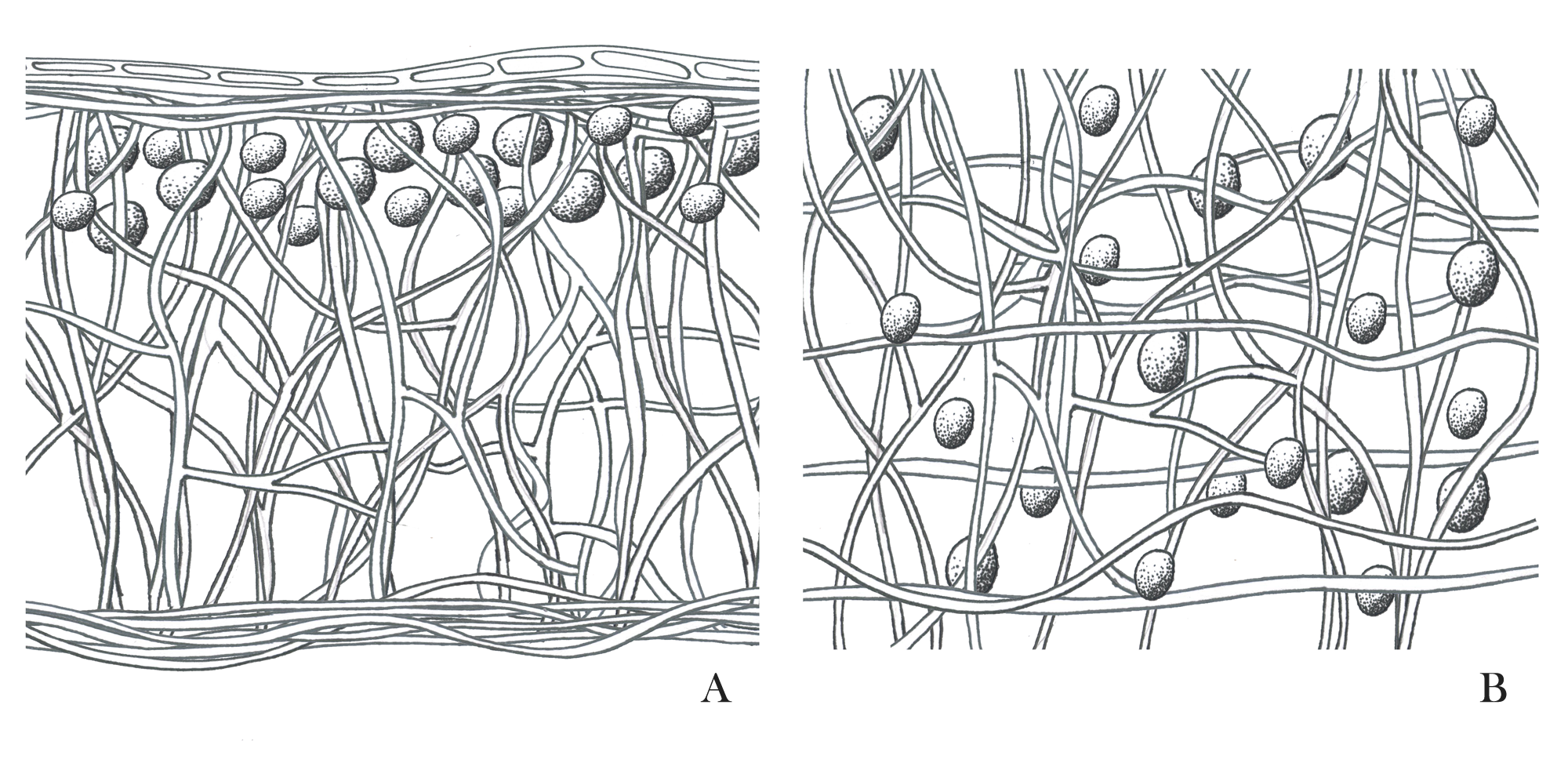
A – plecha heteromeryczna, B – plecha homeomeryczna

Plecha homeomeryczna – niezróżnicowana plecha porostów. Na przekroju mikroskopowym jest jednowarstwowa – tworzące ją strzępki grzyba są mniej więcej równomiernie na całej grubości plechy wymieszane z komórkami glona. Wśród plech homeomerycznych są plechy o budowie listkowatej, skorupiastej, proszkowatej, zarówno drobne rozmiarami, jak i plechy znacznych rozmiarów. W tego typu plechach symbiotycznym glonem jest najczęściej sinica. W plechach homeomerycznych zwykle brak kory, lub jest ona bardzo cienka, zbudowana z pojedynczej warstwy komórek, jak np. u porostów z rodzaju Leptogium (pakość).
Przeciwieństwem plechy homeomerycznej jest plecha heteromeryczna.